# Benjamin Vaughan Abbott

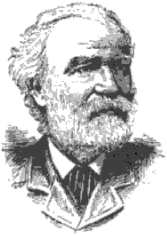
Benjamin Vaughan Abbott

Benjamin Vaughan Abbott (* 4. Juni 1830 in Boston, Massachusetts; † 17. Februar 1890 in Brooklyn, New York City) war ein US-amerikanischer Jurist und Autor. Bekanntheit erlangte er durch seine Bemühungen um die Ausarbeitung des New Yorker Strafgesetzbuches.

## Leben
Benjamin Vaughan Abbott war der älteste Sohn des Jugendschriftstellers Jacob Abbott und von Harriett Vaughan Abbott. Einer seiner Brüder, Austin Abbott, war ebenfalls ein bedeutender Rechtsanwalt, seine beiden weiteren Brüder Lyman Abbott und Edward Abbott widmeten sich der geistlichen Laufbahn. Seine frühe Ausbildung erhielt er unter der Aufsicht seines Vaters und absolvierte danach ab 1846 an der New York University sein Studium der Rechtswissenschaften, das er 1850 abschloss. Zur Vervollkommnung seiner juristischen Kenntnisse begab er sich anschließend nach Cambridge (Massachusetts) und setzte dort bis 1852 seine Studien an der Harvard Law School fort. 1853 vermählte er sich mit Elizabeth, Tochter von John Titcomb von Farmington (Maine), und hatte mit ihr zwei Kinder. Ab 1852 war er in New York in Gemeinschaft mit seinem Bruder Austin Abbott als Anwalt tätig. Zusammen mit seinen Brüdern Austin und Lyman verfasste er auch zwei unter dem Pseudonym Benauly veröffentlichte Romane, Cone Cut Corners; the Experiences of a Conservative Family in Fanatical Times (1855) und Matthews Caraby (1859).
In der Folge publizierte Benjamin Vaughan Abbott zusammen mit Austin zahlreiche juristische Fachbücher und Digesten. So verfassten beide ab 1855 insgesamt 19 Bände der Abbott’s Reports of Practice Cases in the Courts of the State of New York, die den Zeitraum von 1854 bis 1865 umfassen. Sie gaben auch eine 16-bändige Fortsetzung dieses Werks bis 1876 unter dem Titel Reports of Practice Cases, New Series heraus, wobei allerdings die letzten neun Bände ausschließlich von Austin Abbott stammten. Ferner schrieben die beiden Brüder folgende juristische Schriften:
- Reports of cases in Admiralty, United States District Court for Southern New York, 1847–1850, 1857
- A Collection of Forms of Pleadings in Actions, 1858
- Digest of New York Statutes and Reports, 5 Bände, 1860. Dieses erfolgreiche Werk war im Vergleich zu ähnlichen früheren nach einem völlig neuen Konzept entworfen, das späteren juristischen Digesten als Vorbild diente. Die darin dargestellten Rechtsfälle waren in einen analytischen Rahmen eingepasst, der die Geschichte des Rechts, wie es sich entwickelt hatte, skizzierte. Der ersten Auflage von 1860 ließen Benjamin Vaughan und Austin Abbott mehrere Supplemente folgen.
- A Collection of Forms of Practice and Pleading in Actions, 2 Bde., 1864
- The Clerk's and Conveyancer's Assistant, 1866
- Digest of the Reports of the United States Courts and Acts of Congress, 4 Bände, 1867. Benjamin Vaughan Abbott allein brachte vier Supplementbände heraus, die das Werk bis 1880 fortführten.
- General Digest of the Law of Corporations, 1869
- A Treatise upon the United States Courts and their Practice, 2 Bde., 1869

1864 hatte sich Benjamin Vaughan Abbott aus der aktiven Anwaltstätigkeit zurückgezogen und war zum Sekretär der New York Code Commission ernannt worden, die das Strafgesetzbuch dieses Bundesstaates ausarbeitete. Ab 1870 gehörte er aufgrund seiner diesbezüglichen Ernennung durch US-Präsident Ulysses S. Grant drei Jahre lang jener aus drei Mitgliedern bestehenden Kommission an, der die Überarbeitung der Gesetze der Vereinigten Staaten oblag. Als alleiniger Autor verfasste er noch folgende Werke:
- Digest of Reports of Indiana to the Year 1871, 1871
- Reports of Decisions Rendered in the Circuit and District Courts of the United States, 1863–1871, 2 Bände, 1870–1871
- United States Digest, 14 Bde. 1879, in der Folge bis zum Jahr 1889 durch 9 jährliche Supplemente ergänzt
- Dictionary of Terms and Phrases used in American or English Jurisprudence, 1879
- General Digest of English and American Cases on the Law of Corporations, 1868–1878, 1879
- Judge and Jury, 1880
- The Year Book of Jurisprudence, 1880
- The Travelling Law School, 1884. Dieses Werk stellte eine Einführung in die notwendigen Kenntnisse für die Administration und das Rechtswesen dar.
- National Digest, 4 Bde., 1884. Darin wurden die Entscheidungen der US-Gerichte bis zum Jahr 1884 dargestellt. Abbott verfasste 1889 zur Aktualisierung des Werks einen Supplement-Band.
- The Patent Laws of All Nations, 2 Bde., 1886
- Decisions on the Law of Patents for Inventions, English Cases, 1662–1843, 3 Bde., 1887
- Addison on Contracts, 1888

Neben seinen zahlreichen Büchern schrieb Abbott viele Jahre lang Beiträge für die Tagespresse und Fachzeitschriften. Außer für Rechtswissenschaft interessierte er sich vor allem für Musik, die ihm zur Entspannung diente. Den Großteil seines Lebens verbrachte er in Brooklyn, wo er am 17. Februar 1890 im Alter von 59 Jahren starb. Er wurde dort auch auf dem Green-Wood Cemetery beigesetzt.